# István Mészáros
István Mészáros (Szombathely, 4 febbraio 1899 – Ungvár, 28 agosto 1944) è stato un calciatore e allenatore di calcio ungherese, di ruolo centrocampista.

## Carriera
Interno destro di centrocampo, da calciatore giocò nel Törekvés, nel Sabaria, squadra della sua città natale, e nell'Újpest, con cui vinse nel 1929 la Coppa Mitropa e nel 1930 il campionato ungherese. Conta anche 3 presenze nella sua Nazionale.
Allenò per un biennio la Pistoiese, in Serie B, tra il 1934 e il 1936. Nel 1936-1937 fu alla Sampierdarenese. Passò poi al BSK Belgrado, dove prese il posto del connazionale Sándor Nemes che aveva portato la squadra fino in semifinale di Coppa Mitropa, dove però Mészáros venne eliminato dall'Újpest. Nel 1939-1940 iniziò il campionato con il Catania, per essere poi sostituito da György Orth, e proseguì la stagione proprio sulla panchina dell'Újpest, con cui raggiunse il terzo posto nel campionato ungherese.
Tornò quindi al BSK Belgrado, con cui vinse il campionato serbo nel 1941, ma lo scoppio della Seconda guerra mondiale gli impedì di disputare il campionato che assegnava il titolo di campione di Jugoslavia. Tornò allora brevemente in patria al Salgotarjan, poi si trasferì a Novi Sad, da poco occupata dalle truppe ungheresi. Lì guidò la squadra locale, che era stata rinominata dagli occupanti Újvidéki AC, oltre ad essere inserita nel campionato ungherese.
Morì pochi anni dopo, nel 1944, a Užhorod.

## Palmarès

### Giocatore

#### Competizioni nazionali
- Campionato ungherese: 1

Újpest: 1929-1930

#### Competizioni internazionali
- Coppa dell'Europa Centrale: 1

Újpesti FC: 1929

### Allenatore

#### Competizioni internazionali
- Campionato jugoslavo: 1

BSK Belgrado: 1938-1939
- Coppa dell'Europa Centrale: 1

Újpesti FC: 1939